# Martin Canning
Martin Canning (Glasgow, 3 december 1981) is een Schotse voetballer (verdediger) die sinds 2008 voor de Schotse eersteklasser Hamilton Academical uitkomt. Voordien speelde hij onder meer voor Gretna FC en Hibernian FC. Sinds 9 januari 2015 is hij speler-coach bij Hamilton Academical.